# Nostalgia (export)
Nostalgia (export) è il secondo album in studio del rapper italiano Tony Boy, pubblicato il 23 febbraio 2024 dalla Warner Music Italy.

## Tracce
1. Hard – 2:25
2. Shottini di Lean – 1:50
3. Si si – 2:44
4. Fortuna (feat. Artie 5ive) – 2:32
5. Sei del mattino – 3:05
6. Guerra – 2:50
7. My Dawg – 2:35
8. Kid – 2:19
9. Vienitela a prendere – 2:48
10. Swiss – 1:42
11. Backup – 3:00
12. Medico – 3:15
13. Lei resta – 2:11
14. Sono così – 2:24

## Classifiche

### Classifiche settimanali
| Classifica (2024) | Posizione massima |
| ----------------- | ----------------- |
| Italia            | 1                 |

### Classifiche di fine anno
| Classifica (2024) | Posizione |
| ----------------- | --------- |
| Italia            | 37        |